# Olivier Pajot
Pour les articles homonymes, voir Pajot.
Olivier Pajot, né en 1956 à Paris, est un acteur français.

## Filmographie sélective

### Cinéma
- 1986 : Le Môme d'Alain Corneau
- 1986 : Cours privé de Pierre Granier-Deferre
- 1986 : L'État de grâce de Jacques Rouffio
- 1986 : Le Moustachu de Dominique Chaussois
- 1987 : Blanc de Chine de Denys Granier-Deferre
- 1987 : Voulez-vous mourir avec moi ? de Petra Haffter
- 1989 : Mado poste restante de Sacha Abadachian
- 1990 : Les Amies de ma femme de Didier Van Cauwelaert
- 1990 : Isabelle Eberhardt de Ian Pringle
- 1990 : Les Enfants du vent de Krzysztof Rogulski
- 1991 : Les Équilibristes de Nico Papatakis
- 1991 : Méchant Garçon de Charles Gassot
- 1992 : Les Nuits fauves de Cyril Collard
- 1992 : Pétain de Jean Marbœuf
- 1994 : N'oublie pas que tu vas mourir de Xavier Beauvois
- 1994 : Nelly et Monsieur Arnaud de Claude Sautet
- 1995 : Les trois frères de Didier Bourdon - Bernard Campan
- 1995 : Pourvu que ça dure de Michel Thibaud
- 1995 : Les Grands Ducs de Patrice Leconte
- 1995 : Fantôme avec chauffeur de Gérard Oury
- 1997 : La fille d'un soldat ne pleure jamais (A Soldier's Daughter Never Cries) de James Ivory
- 2001 : Tanguy de Etienne Chatiliez
- 2002 : Sept ans de mariage de Didier Bourdon
- 2005 : Les Aristos de Charlotte de Turckheim
- 2007 : Mesrine, l'ennemi public n° 1 de Jean-François Richet
- 2009 : L'Autre Dumas de Safy Nebbou
- 2009 : Une petite zone de turbulences de Alfred Lot
- 2009 : Si les papillons parlaient de Stefan Libiot
- 2014 : Yves Saint-Laurent de Jalil Lespert
- 2017 : Je ne suis pas un homme facile – Netflix – d'Éléonore Pourriat
- 2018 : Nos vies formidables de Fabienne Godet
- 2021 : Chacun chez soi de Michèle Laroque

### Télévision
- 1989 : À corps et à cris de Josée Dayan
- 1991 : Maigret et la grande perche de Claude Goretta (le patron du café de la ferme)
- 1992 : Vacances au purgatoire de Marc Simenon
- 1993 : Maigret de Michel Sibra (Maigret et les témoins récalcitrants)
- 1995 : Le Cheval de cœur de Charlotte Brandström
- 1997 : Julie Lescaut, épisode 5 saison 6, Mort d'un petit soldat de Charlotte Brandström : Commandant Lorient
- 1997 : Un homme digne de confiance de Philippe Monnier
- 1998 - 2000 : Cap des Pins d'Emmanuel Fonlladosa, Bernard Dumont,  Dominique Masson : le juge Mori
- 2000 : Double emploi de Bruno Carrière
- 2000 : Affaires familiales de Alain Sachs
- 2000 : L'Héritière de Bernard Rapp
- 2001 : Père et Maire de Philippe Monnier
- 2002 : Vérité oblige de Claude-Michel Rome
- 2002 : Rien ne va plus de Michel Sibra
- 2002 : Les Guérin de Éric Lartigau
- 2002 : Maigret : Signé Picpus de Jacques Fansten
- 2002 : Le Camarguais de Patrick Volson
- 2002 : La Cliente de Pierre Boutron
- 2003 : L'Insoumise de Claude d'Anna
- 2004 : L'homme qui venait d'ailleurs de François Luciani
- 2004 : Jusqu'au bout de Maurice Failevic
- 2004 : Le Camarguais de Olivier Langlois
- 2004 : Frank Riva de Patrick Jamain
- 2005 : L'Enfant de personne de Michaël Perrotta
- 2005 : Un juge sous influence de Jean Marbœuf
- 2005 : L'Affaire Villemin de Raoul Peck
- 2006 : Reporters de Suzanne Fenn - Gilles Bannier
- 2007 : Les Prédateurs de Lucas Belvaux
- 2008 : L'Abolition de Jean-Daniel Verhaeghe
- 2008 : Un homme d'honneur de Laurent Heynemann
- 2008 : Adieu de Gaulle de Laurent Herbiet
- 2009 : Albert Camus de Laurent Jaoui
- 2009 : L'Écureuil et la Couleuvre de Laurent Heynemann
- 2009 : Profiler de Eric Summer
- 2010 : L'Été des Lip de Dominique Ladoge
- 2010 : Plus belle la vie, saison 6 (série TV)[1] : Pr Roger Louvain
- 2011 : Engrenage - saison IV de Jean-Marc Brondolo
- 2011 : Interdits d'enfants de Jacques Renard
- 2015 : Falco : intoxications de Marwen Abdallah
- 2016 : La Vie devant elles de Gabriel Aghion
- 2016 : Péril blanc de Alain Berliner
- 2020 : De Gaulle, l’éclat et le secret de François Velle : René Coty
- 2021 : Je te promets de Arnaud Sélignac
- 2021 : Paris Police 1900 de Julien Despaux : Félix Faure

## Théâtre
- 1986 : On ne badine pas avec l'amour de Alfred de Musset mise en scène de Philippe Emery
- 1986 : Triple mixte de Thierry et Fanny Joly mise en scène de Marika Hodjis
- 1991 : Ornifle de Jean Anouilh mise en scène de Patrice Leconte
- 1995 : Golden Joe de Éric-Emmanuel Schmitt mise en scène de Gérard Vergez
- 1997 : Hygiène de l'assassin de Amélie Nothomb mise en scène de Didier Long
- 1999 : 2 Iphigénie de Jean Racine et Michel Azama mise en scène de Arnaud Meunier
- 2004 : La déposition de Hélène Pedneault mise en scène de Pierre-Alain Leleu
- 2005 : Amadeus de Peter Shaffer mise en scène de Stéphane Hillel
- 2008 : Confidences trop intimes de Jérôme Tonnerre mise en scène de Patrice Leconte
- 2010 : Henri IV, le bien-aimé de Daniel Colas mise en scène de Daniel Colas
- 2011 : Parce que je la vole bien de Laurent Ruquier mise en scène de Jean-Luc Moreau
- 2012 : Paris VIIème, mes plus belles vacances de Denise Chalem mise en scène de Denise Chalem
- 2013 : Valentin Dumas, l'acteur qui a perdu sa langue de Michel Tremblay mise en scène de Christian Bordeleau
- 2014 : Joyeuses Pâques de Jean Poiret mise en scène de Jean-Luc Moreau
- 2022 : Vive le marié de Jean-Marie Chevret, mise en scène Jeoffrey Bourdenet, tournée et théâtre Tête d'Or

## Doublage

### Cinéma

#### Films
- 2015 : Demolition : le père de Davis (Malachy Cleary)

### Télévision

#### Séries d'animation
- 2001-2007 : Cédric : Robert, le père de Cédric (saisons 1 et 2)